# Tech N9ne
Tech N9ne, né Aaron Dontez Yates le 8 novembre 1971 à Kansas City, est un rappeur américain. En 1999, il fonde avec Travis O'Guin le label Strange Music. Depuis le début de sa carrière, Tech N9ne compte plus de deux millions d'albums vendus dans les industries musicales, cinématographiques et vidéoludiques. Son nom de scène vient de la TEC-9, une arme automatique, faisant un rapprochement avec la vitesse de son flow. Tech N9ne donne ensuite une signification encore plus poussée, en faisant savoir qu'elle est synonyme de la technique complète de la rime, avec la technique « tech » et le sens « neuf » représentant le nombre d'achèvement,.

## Biographie
Yates est né à Kansas City, dans le Missouri. Il rappe très tôt. Il n'a jamais connu son père, et sa mère souffrait d'épilepsie et de lupus lorsqu'il était enfant, ce qui l'a émotionnellement affecté et mené à « trouver la foi ». Il explorait également des lieux abandonnés avec son meilleur ami, dans le but de filmer un fantôme.

### Débuts et fondation de Strange Music (1991–2000)
Son premier DJ est son cousin DJ Icy Rock avec qui il commence sa carrière en ouvrant à la Kemper Arena pour EPMD et Kwame. Sa vie sera particulièrement influencée par les gangs, notamment la branche des Bloods de Kansas City avec les 57th Street Rogue Dog Villains dont Tech est très proche, ces derniers ayant sorti quelques albums où Tech N9ne est un featuring récurrent. La chanson qui le popularise[réf. nécessaire] s'intitule Mitch Bade, qu'il a interprétée avec Vell Bakarii, un membre des Rogue Dog Villains. Ses textes parlent souvent de cela[De quoi ?], ainsi que de ses nombreuses expériences avec la drogue et les femmes, tout en abordant les sujets de façon différentes (Here I Come sur un sample de Ludwig van Beethoven, est une ode aux clubs de striptease, mais en même temps Real Killer dénonce l'avortement). Il est connu dans sa carrière pour maquiller ou peindre son visage.
Dans les années 1990, il rencontre et enregistre le morceau "Thugs Get Lonely Too" avec 2Pac[réf. nécessaire]. En 1996, il signe au label de Quincy Jones, Qwest, avant de signer au label indépendant Midwestside Records. En 1999, il participe au morceau The Anthem sur l'album homonyme de Sway & King Tech avec plusieurs invités tels qu'Eminem, Xzibit ou encore RZA,. Tech N9ne son premier album The Calm Before the Storm le 9 novembre 1999.

### Succès underground (2001–2005)
Au label Midwestside Records, Tech N9ne publie l'album The Worst le 2 octobre 2001,. Avant ça, il publie son album Anghellic le 20 août 2001, au label JCOR d'Interscope Records, une première œuvre qui intronisera son label Strange Music. L'album atteint la 59e place du Billboard 200 avec plus de 280 000 exemplaires vendus comptés en 2002, dont 55 806 exemplaires indépendamment selon Nielsen Soundscan. L'album se caractérise par des sons electro, avec Here I Come et le morceau Einstein. C'est lors de la réalisation de cet album qu'il rencontre Big Krizz Kaliko, plus précisément sur la piste Who You Came to See, où Krizz Kaliko aurait affirmé pouvoir fournir un refrain meilleur que celui que Tech avait déjà[réf. nécessaire]. Après avoir chanté ledit refrain, les deux artistes deviennent inséparables, comme en témoignent les innombrables participations de Krizz Kaliko à la majorité des morceaux que Tech N9ne fait à partir de cette époque[réf. nécessaire]. Il se lance dans une tournée pour la promotion de The Worst, et le rappeur est bien accueilli sur scène ; il quitte néanmoins JCOR et se consacre uniquement à son label indépendant Strange Music.
Tech N9ne publie Absolute Power le 24 septembre 2002, qui fait participer les autres artistes de Strange, Krizz Kaliko et Kutt Calhoun, ainsi que D12 (sans Eminem). Premier album sur Strange Music, Absolute Power est bien accueilli par l'ensemble de la presse spécialisée, se vend à plus de 250 000 exemplaires ; il se classe notamment 79e au Billboard 200, et troisième aux Top Independent Albums. Le single extrait de l'album, Here Comes Tecca Nina atteint la 40e place des Rhythmic Top 40 en 2004.
En 2003, Tech N9ne participe, aux côtés d'Insane Clown Posse et de Kottonmouth Kings, à la tournée Wicked Wonka Tour destinée à un public Juggalo. À cette période, il explique lors d'un entretien avec Tim VonHolten : « J'entre dans la machine pour la foutre dans un sale état et même plus. L'industrie de la musique sonne faux, elle me fait tourner l'estomac. Je rentre dans le ventre de la bête pour l'infecter avec ma merde et ça devient une belle infection. Le public adore ce virus, mon virus c'est la musique. »

### Indépendance et collaborations (2006–2011)
Tech N9ne publie son cinquième album studio, Everready, le 7 novembre 2006. L'album atteint la 23e place des R&B Albums, et la deuxième des Top Independent Albums, et comporte des collaborations avec Krizz Kaliko, E-40, Dalima, Kutt Calhoun, et Brotha Lynch Hung pour représenter Strange Music. Le 17 juillet 2007, Tech N9ne publie le premier volume de Misery Loves Kompany de Collabos, une série de compilations dans lesquelles chaque verset est chanté par un artiste différent. L'album met en avant des rappeurs tels que Yukmouth. Il atteint la 49e place du Billboard 200. En 2008, Tech N9ne effectue une tournée intitulée Fire and Ice Tour avec les rappeurs Paul Wall et Ill Bill, ancien membre de Non Phixion. En juillet 2008, Tech N9ne publie son huitième album Killer dont la pochette parodie Michael Jackson. Pour cet album, Tech N9ne collabore avec Paul Wall, Scarface, Shawnna, Mistah F.A.B., Kottonmouth Kings, Hed PE, Krizz Kaliko, Kutt Calhoun, Skatterman & Snug Brim, BG Bulletwound et Ice Cube. Il atteint la 12e place du Billboard 200. Le 7 février 2009, il est annoncé sur le site officiel de Tech N9ne que Big Scoob avait rejoint le label Strange Music. Deux jours plus tard, Skatterman & Snug quittent le label après avoir rempli leur engagement[réf. nécessaire]. Le 28 avril 2009, Tech N9ne publie le deuxième opus de la série Collabos, Sickology 101. Il comporte des apparitions de Krayzie Bone et Crooked I, notamment. L'album atteint la 19e place du Billboard 200. En mai 2009, Tech N9ne signe Brotha Lynch Hung au label Strange Music. Strange prouve désormais appartenir à la lignée de labels rock-rap tels que Suburban et Psychopathic Records. Le 26 octobre 2009, Tech N9ne publie l'album qui marquera un tournant dans sa carrière de Tech N9ne[réf. nécessaire][pourquoi ?], K.O.D., acronyme de King of Darkness. L'album est un véritable succès et un retour dans l'horrorcore. L'ambiance sombre de l'album est due aux problèmes de santé de la mère de Tech N9ne. L'album atteint la septième place des R&B Albums.
En 2010, Tech N9ne prépare un nouvel album solo intitulé All 6's and 7's en référence au chiffre du Diable et de Dieu. En juillet 2010, il en profite pour sortir le troisième opus de la série Collabos, The Holy Gates Mixed Plate. En septembre 2010, lors d'un entretien à la radio, Lil Wayne déclare vouloir travailler avec Tech N9ne pour Tha Carter IV ; ces derniers se rencontrent en prison où est incarcéré Lil Wayne pour parler de leur future collaboration. Le 25 octobre 2010, Tech N9ne publie un EP intitulé Seepage, qui se compose de sons très sombres, dans la même lignée que l'album K.O.D.. Très rapidement suit une mixtape Bad Season, produite par DJ Whoo Kid publié à la période d'Halloween. En 2011, Tech N9ne publie All 6's and 7's, avec des invités de renom comme B.o.B. Tech N9ne prévoit par la suite le tournage des clips des singles Worldwide Choppers, Fuck Food, Am I Psycho et So Lonely. Fin août 2011, Tech N9ne déclare être entré en studio pour un nouvel album de la série Collabos, Welcome to Strangeland, prévu pour le 8 novembre[réf. nécessaire]. Tech N9ne participe au neuvième album de Lil Wayne, Tha Carter IV sur le morceau Interlude en featuring avec André 3000 du groupe OutKast. Durant son concert à Kansas City, lors de sa tournée I Am Still Music, Lil Wayne fait monter Tech N9ne sur scène pour le remercier de tout ce qu'il avait fait pour lui. Tech N9ne obtient donc une fois de plus la reconnaissance de son travail acharné. Quelques semaines après, Tech N9ne annonce, via Twitter, avoir terminé d'enregistrer Welcome to Strangeland[réf. nécessaire]. Le 11 octobre 2011, Tech N9ne apparaît aux BET Hip Hop Awards pour le Cypher 2011. Il rappe aux côtés de Kendrick Lamar, Machine Gun Kelly, B.o.B et Big K.R.I.T.. L'équipe Shady 2.0. composée d'Eminem, Yelawolf et Slaughterhouse y participe également. Tous les MCs se relaient pour improviser un freestyle.

### EPs,Something Else, etSpecial Effects(depuis 2012)
Début 2012, Tech N9ne annonce le recrutement du groupe Ces Cru et de son ami de longue date Prozak, anciennement signé sur Strange Music, et qui choisit d'y faire son retour. Le 27 janvier 2012, dans une interview pour TV Underground, Tech N9ne parle de ses projets pour 2012, confirmant la sortie de KlusterFuk, l'album de rock de son groupe K.A.B.O.S.H. et un nouvel album solo. Dans la foulée, il confirme la tournée Hostile Takeover, 90 concerts en 99 jours, avec à ses côtés Krizz Kaliko et Prozak, notamment. En février 2012, Tech N9ne annonce le début de l'enregistrement de son nouvel album ; il publie une photo de lui en studio avec le légendaire groupe de rock The Doors et le producteur Fredwreck. Il confirme une collaboration avec le groupe de metal Avenged Sevenfold et, le 19 mars 2012, du rappeur DMX. Tech N9ne participe, en parallèle, au nouvel album The Block Brochure: Welcome to the Soil 2 du rappeur E-40, sur le titre Scorpio et Zombie, et publie son EP KlusterFuk. En avril 2013, Tech N9ne révèle une nouvelle collaboration avec B.o.B, ¡Mayday!, Yukmouth, et Insane Clown Posse. Il révèle ensuite avoir enregistré avec R.A. the Rugged Man et Chamillionaire. La collaboration avec Chamillionaire est une des plus attendues par les fans depuis de longues années. Tech N9ne apparaît ensuite sur divers albums de son label, notamment sur les albums de Stevie Stone et Krizz Kaliko, mais aussi sur les albums d'Insane Clown Posses aux côtés d'Hopsin, sur l'album de Machine Gun Kelly aux côtés de Twista et sur l'album de Chino XL. Pendant l'été 2012, Tech N9ne effectue une tournée au Canada, aux côtés de Krizz Kaliko et Mad Child, membre du groupe Swollen Members[réf. nécessaire].
Début septembre 2012, Tech N9ne annonce la sortie de deux nouveaux EPs, E.B.A.H. et Boiling Point. L'EP E.B.A.H. (Evil Brain, Angel Heart) permet à Tech N9ne de faire découvrir à ses fans son nouvel alter ego, Mi-Ange, Mi-Démon. L'EP voit la participation de Krizz Kaliko, 816 Boyz et JL of B.Hood. Les clips des morceaux E.B.A.H. et Don't Tweet This dépassent le million de vues assez rapidement. Début octobre, le premier morceau officiel God of wAAR de K.A.B.O.S.H., le groupe de rock de Tech N9ne composé de Krizz Kaliko, The Dirty Wormz et lui-même, sort. Fin octobre, pour la fête d'Halloween, Tech N9ne sort le deuxième EP, Boiling Point. L'EP est la suite de l'album K.O.D., le concept étant de faire un projet sombre à l'image du roi des ténèbres. Par ailleurs, Tech N9ne déclare qu'il doit accepter sa part de ténèbres en lui, et que ce projet a été fait spécialement pour les fans. L'EP voit la participation de Krizz Kaliko, Brotha Lynch Hung ou encore Aqualeo. Tech N9ne annonce être déjà en studio pour son nouvel album via Twitter. La pochette est déjà prête et la date de sortie est prévue aux alentours de mai 2013. Il y réitère son envie de collaborer avec Eminem et System of a Down[réf. nécessaire].
Le 30 juillet 2013, Tech N9ne publie son nouvel album Something Else, le treizième de sa discographie. Pour cet album, Tech N9ne frappe encore plus fort que sur le précédent (All 6's & 7's) et invite des rappeurs comme Wiz Khalifa, Kendrick Lamar, B.o.B, Big K.R.I.T. ou encore Krizz Kaliko. Mais le plus intéressant, ce sont les invités n’appartenant pas au monde du rap. En effet, le légendaire groupe The Doors participe au morceau Strange Days en hommage à Jim Morrison, l'artiste favori de Tech N9ne qui l'a poussé à créer son label, Strange Music. Serj Tankian, le chanteur du célèbre groupe de metal System of a Down, est présent sur le morceau d'introduction de l'album Straight Out the Gates. On y retrouve aussi Cee Lo Green sur le morceau That's My Kid pour un refrain entraînant et très efficace. L'album se vend à 58 324 exemplaires la première semaine de sa sortie (meilleur score que son précédent album All 6's & 7's vendu à 55 000 la première semaine) et dépasse les 100 000 exemplaires après cinq semaines. Les critiques de l'albums sont très bonnes et très élogieuses pour le travail que fournit Tech N9ne depuis des années, la quasi-unanimité des sites étant d'accord pour dire que Tech N9ne fait partie des meilleurs MCs depuis des années. Pour la promotion de l'album et de sa tournée, Tech N9ne a sorti plusieurs clips des morceaux suivants : So Dope, Party the Pain Away, Bitch, Dwamn, Straight Out the Gate et Love 2 Dislike Me. Les prochains clips seront Fragile avec Kendrick Lamar, See Me avec B.o.B et Wiz Khalifa puis With the B.S.[réf. nécessaire].
En août 2013, Tech N9ne annonce la sortie en novembre d'un EP intitulé Therapy, en collaboration avec le producteur de metal Ross Robinson qui a notamment produit Korn, Slipknot ou encore Limp Bizkit. Sid Wilson (Slipknot), Wes Borland (Limp Bizkit) et les membres des Beastie Boys ont travaillé sur l'EP avec Tech N9ne. Le projet sort le 5 novembre après Halloween et reçoit un bon accueil de la part des fans. Tech N9ne annonce par la suite plusieurs projets pour 2014 : Strangeulation, un nouvel album de la série Tech N9ne Collabo qui fera suite à Strangeland sorti en 2011. Pour Special Effects, un nouvel album solo qui fera suite à Something Else sorti en 2013, il souhaite collaborer avec Eminem, Kanye West, Metallica et Jay-Z. Puis, Tech N9ne annonce que si l'EP Therapy reçoit un bon accueil de la part des fans, il enregistrera enfin l'album de son groupe de rock Kabosh, Amafrican Psycho, en projet depuis 2006. Toujours en 2013, Tech N9ne chante sur le titre Mama Said Knock You Out extraite de l'album The Wrong Side of Heaven and the Righteous Side of Hell, Volume 1 du groupe de metal Five Finger Death Punch[réf. nécessaire].

## Discographie

### Albums Studios
- 1999 : The Calm Before the Storm
- 2000 : The Worst
- 2001 : Anghellic
- 2002 : Absolute Power
- 2006 : Everready (The Religion)
- 2007 : Misery Loves Kompany
- 2008 : Killer
- 2009 : Sickology 101
- 2009 : K.O.D.
- 2010 : The Gates Mixed Plate
- 2011 : All 6's and 7's
- 2011 : Welcome to Strangeland
- 2013 : Something Else
- 2014 : Strangeulation
- 2015 : Special Effects
- 2015 : Strangeulation Vol.II
- 2016 : The Storm
- 2017 : Dominion
- 2017 : Strange Reign
- 2018 : Planet
- 2019 : N9NA
- 2020 : EnterFear
- 2021 : ASIN9NE
- 2024 : COSM

### EPs
- 2010 : The Lost Scripts Of K.O.D.
- 2010 : Seepage
- 2012 : Klusterfuk
- 2012 : E.B.A.H.
- 2012 : Boiling Point
- 2013 : Therapy
- 2018 : More Planet
- 2020 : More Fear
- 2020 : Fear Exodus

### Compilations
- 2002 : Celcius
- 2005 : Vintage Tech
- 2010 : Bad Season

## Filmographie
- 2003 : Das Busde Benjamin Meade (documentaire)
- 2003 : Beef de 50 cent (documentaire)
- 2004 : T9X: The Tech N9ne Experience de Tech N9ne (documentaire)
- 2004 : United Ghettos of America Vol. 2 (documentaire)
- 2005 : Hip Hop Nation Vol. 1 (documentaire)
- 2005 : Letter to the President de Thomas Gibson (documentaire)
- 2006 : Jack's Law de Gil Medina
- 2008 : The Hitchcock of Hip Hop de Prozak (documentaire)
- 2008 : Tech N9ne: The Psychumentary (documentaire)
- 2008 : Strictly Strange de Tech N9ne (documentaire)
- 2009 : The Life of Lucky Cucumber de Sam Maccarone
- 2010 : Big Money Rustlas de Paul Andresen
- 2013 : Vengeance de Gil Medina